# Joan Martorell Adrover
Joan Martorell i Adrover és un pianista, compositor, orquestrador i director d'orquestra mallorquí. Va néixer a Porreres (Mallorca) el 7 d'abril de 1976.
Guanyador del primer premi Art Jove 1996 al millor compositor de música jove contemporània i nominat als Premis de la Música 2006 d'Espanya al millor disc de noves músiques amb el seu primer treball discogràfic Capturant un sospir gravat entre Argentina i Mallorca amb el pianista i productor Lito Vitale.
Després d'estudiar piano i percussió al Conservatori de les Illes Balears, va dirigir durant un temps la banda de Capdepera i durant deu anys la Filharmònica Porrerenca, aleshores el director més jove de les Illes Balears.
Va dirigir els arranjaments del concert de la Filharmònica amb Lluís Llach (2006). Els músics Sam Spence, DJ Sammy, Joan Bibiloni i la Coral Universitària li han encomanat arranjaments.
Ha format part dels grups Pla Forana i Caponnam.
L'any 2006 és el compositor encarregat en compondre la música Mallorca. Un viatge a l'interior un espectacle interdisciplinari que combina música i dansa i que es va estrenar durant la diada de Mallorca la qual va ser interpretada per l'Orquestra Simfònica de les Illes Balears en una escenografia de Biel Jordà i retransmesa en directe per televisió.
En el camp de la publicitat ha participat en campanyes tant com a compositor, orquestrador o director d'orquestra com les de la Loteria nacional de 2015, AUDI “El país de siempre jamás” de nadal 2017, Movistar TV, de promoció turística de les Illes Balears, entre moltes altres.

## Composicions destacades
- Entre les cordes
- Zombie Panic in Wonderland (2010), banda sonora del videojoc valencià d'Akaoni Studio.[2]
- Mallorca. Un viatge a l'interior (2006)
- Manual inacabat (per anar per la vida) (2009), DVD, repàs musical de versos de Guillem d'Efak[3]
- Capturant un sospir (2005), CD, discografia Blau[4] nomenat millor disc de música nova per l'Acadèmia de les Arts i les Ciències el 2016.[5]

## Premis
- Primer premi ArtJove (1997) al millor compositor de música jove contemporània de les Balears[1]
- Premi Gaudí de l'Acadèmia del Cinema Català (2016) a la millora composició original[6]